# Boček IV. von Podiebrad
Boček IV. von Podiebrad (auch Boczek IV. von Kunstadt und Podiebrad, tschechisch Boček z Poděbrad, auch Boček IV. z Poděbrad; * 15. Juli 1442; † 1496 in Glatz, Grafschaft Glatz) war ein tschechischer Adeliger. Nach seiner Titulatur war er der letzte Angehörige des böhmischen Adelsgeschlechts Podiebrad, das von den Herren von Kunstadt abstammte.

## Leben

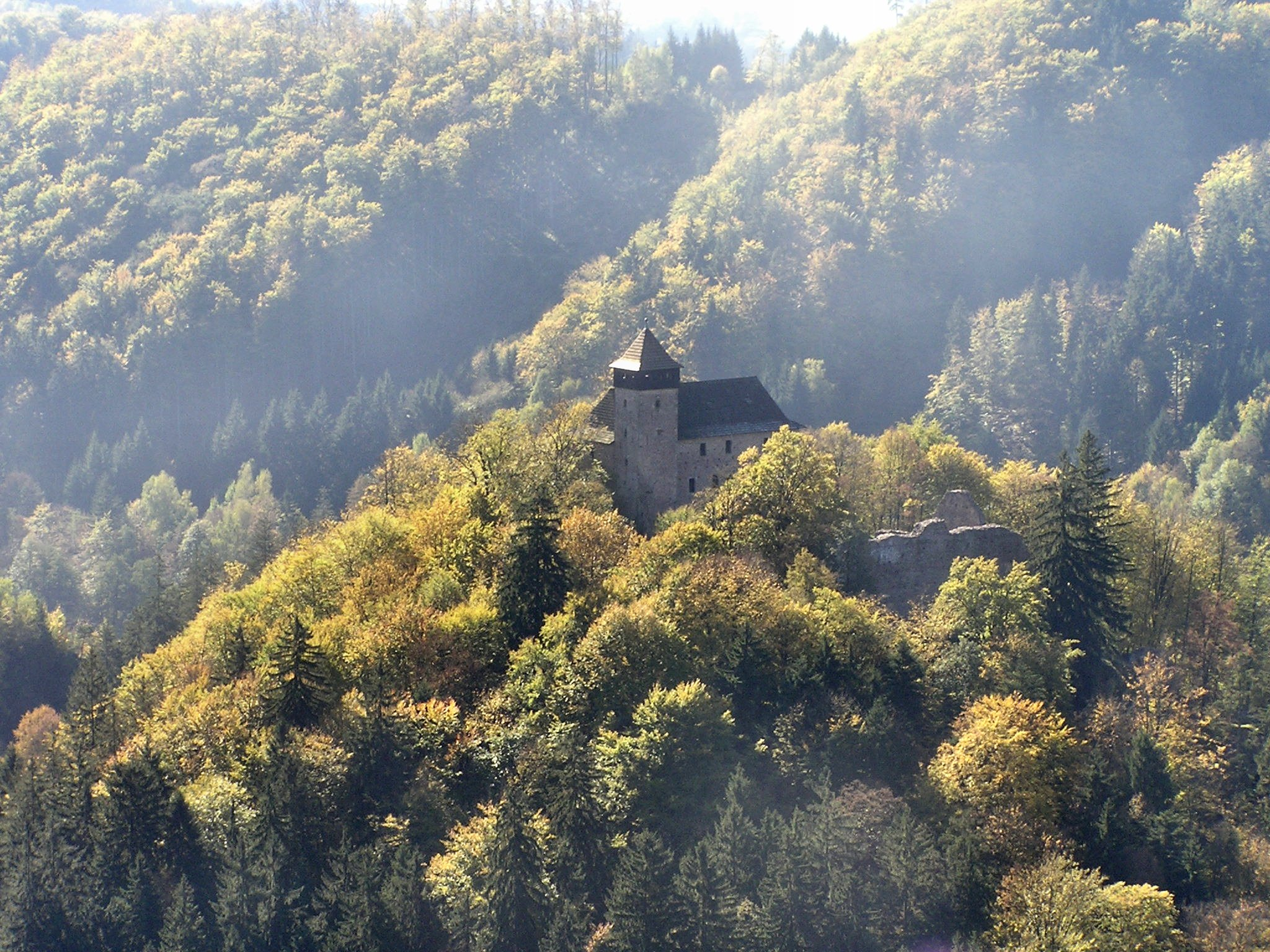
Burg Litice

Bočeks Eltern waren der spätere böhmische König Georg von Podiebrad und Kunigunde von Sternberg. Der Familientradition entsprechend erhielt Boček, dessen Geburtsort nicht bekannt ist, seinen Taufnamen nach zahlreichen seiner Vorfahren aus dem Stamm der Herren von Kunstadt. Obwohl er der Erstgeborene war, wurde er wegen einer mentalen Behinderung nicht für die Nachfolge seines Vaters vorgesehen. Deshalb wurde er, im Gegensatz zu seinen drei jüngeren Brüdern Viktorin, Heinrich d. Ä. und Heinrich d. J., nicht in den Reichsfürstenstand aufgenommen und auch nicht zum Grafen von Glatz ernannt. Da er zudem auch nicht den Titel eines Herzogs von Münsterberg führte, war er nach seiner Titulatur das letzte Mitglied des Adelsgeschlechts von Podiebrad.
Im Jahr seiner Wahl zum König von Böhmen übertrug Georg von Podiebrad 1458 die in seinem Besitz befindlichen Herrschaften Náchod und Hummel seinen Söhnen Boček und Viktorin, wobei er sich das Recht zur Ernennung der Hauptleute vorbehielt. Ein Jahr später bestätigten die Brüder Boček und Viktorin der Stadt Náchod die bisherigen Privilegien und gewährten weitere. Während König Georg 1465 Boček und seinen Brüdern Teile des ehemals zum Besitz des Klosters Opatowitz zum gemeinschaftlichen Besitz übertrug, wurde Boček bei der im selben Jahr erfolgten Übertragung des Besitzes von Münsterberg und der Grafschaft Glatz an seine drei Brüder von seinem Vater nicht mehr berücksichtigt.
Nach König Georgs unerwartetem Tod 1471 einigten sich seine Söhne am 1. Februar 1472 auf Schloss Podiebrad auf einen Erbteilungsplan. Boček erhielt die Burg Lititz, zu der auch die Burg Rychmberk und die Festen Častolovice und Černíkovice gehörten sowie das Städtchen Tinischt und jeweils die Hälfte der Städte Senftenberg und Chotzen sowie das Städtchen Kunwald. Zudem wurde ihm die Stadt Jičín und die Herrschaft Welisch, das Gut des Klosters Postoloprty sowie eine Reihe kleinerer Besitzungen zugeteilt. Seine Brüder, die größere Ländereien erhielten, verpflichteten sich zur jährlichen Ausgleichszahlung von 370 Prager Groschen an Boček. Ungeteilt blieb Zuckmantel mit seinen Bergwerken, deren Gewinn zu gleichen Teilen unter die vier Brüder geteilt werden sollte. Die bis dahin je zur Hälfte den Brüdern Boček und Viktorin gehörenden Herrschaften Náchod und Hummel erhielt Heinrich d. Ä.
Der Erbteilungsvertrag von 1472 ist das letzte erhaltene Dokument, an dessen Zustandekommen Boček von Podiebrad selbständig und persönlich beteiligt war. In den späteren Dokumenten seiner Zeit wird er zwar regelmäßig erwähnt, aber in der Weise, dass ihn jemand anderer vertritt oder für ihn tätig wird. Da sich sein Bruder Viktorin zumeist in ungarischer Gefangenschaft befand, übte vermutlich Heinrich d. Ä. die Vormundschaft über Boček aus. Wahrscheinlich 1491 erwarb Heinrich d. Ä. von seinem Bruder Boček die großen ostböhmischen Besitzungen, die zur Herrschaft Litice gehörten. Diese verkaufte er noch zu Lebzeiten Bočeks an Wilhelm II. von Pernstein. Es wird vermutet, dass sich Heinrich d. Ä. mit der Übernahme der Herrschaft Litice vertraglich zur lebenslangen Versorgung Bočeks verpflichtete. Jedenfalls starb Boček, der nicht verheiratet war und keine Nachkommen hinterließ, am 28. September 1496 auf Heinrichs d. Ä. Schloss in Glatz. Dort wurde er in der Kirche des Franziskanerklosters beigesetzt, das von seinem Bruder Heinrich d. Ä. gestiftet worden war. 1558 wurden sein Leichnam sowie acht weiterer Mitglieder der Familie, die dort ebenfalls bestattet worden waren, in die Glatzer Pfarrkirche Mariä Himmelfahrt umgebettet.